# Ranunculus velutinus
Ranunculus velutinus Duch. – gatunek rośliny z rodziny jaskrowatych (Ranunculaceae Juss.). Występuje naturalnie w Europie Południowej, Afryce Północnej oraz Azji Zachodniej. 

## Rozmieszczenie geograficznie
Rośnie naturalnie w Europie Południowej, Afryce Północnej oraz Azji Zachodniej. W Europie występuje na obszarze od południowej Francji i Korsyki aż po Grecję. We Francji został zaobserwowany w departamentach Alpy Nadmorskie, Var, Korsyka Południowa oraz Górna Korsyka. We Włoszech spotykany jest na obszarze całego kraju, z wyjątkiem regionów Dolina Aosty i Trydent-Górna Adyga. Na Krecie jest bardzo rzadko spotykany. Występuje tylko w kilku subpopulacjach. 

## Morfologia
PokrójŚredniej wielkości bylina o jedwabiście owłosionych, wyprostowanych i pustych w środku pędach. Dorasta do 40–80 cm wysokości.
LiścieSą lekko owłosione. Liście odziomkowe w zarysie mają szeroko owalny kształt, złożone z trzech segmentów o klapowanym lub ząbkowanym brzegu. Liście łodygowe są mniejsze i mają lancetowato liniowy kształt.
KwiatyMają żółtą barwę. Dorastają do 15–25 mm średnicy. Działki kielicha są odwinięte i owłosione. Osadzone są na końcówkach szypułek. Dno kwiatowe jest nagie.
OwoceNagie niełupki, które tworzą owoc zbiorowy – wieloniełupkę o kulistym kształcie.
Gatunki podobnejaskier bulwkowy (R. bulbosus), jaskier kosmaty (R. lanuginosus).

## Biologia i ekologia
Rośnie w na podmokłych łąkach i poboczach dróg. Kwitnie od marca do czerwca. Preferuje stanowiska w pełnym nasłonecznieniu. Dobrze rośnie na glebach o odczynie zasadowym. 

## Ochrona
Gatunek jest objęty ochroną we Francji na poziomie regionalnym – w regionie Prowansja-Alpy-Lazurowe Wybrzeże. 